# Cassilis
Cassilis är en ort i Australien. Den ligger i kommunen Upper Hunter Shire och delstaten New South Wales, i den sydöstra delen av landet, omkring 240 kilometer nordväst om delstatshuvudstaden Sydney. Antalet invånare är 342.
Trakten runt Cassilis är nära nog obefolkad, med mindre än två invånare per kvadratkilometer.. Det finns inga andra samhällen i närheten.
I omgivningarna runt Cassilis växer huvudsakligen savannskog. Genomsnittlig årsnederbörd är 816 millimeter. Den regnigaste månaden är februari, med i genomsnitt 167 mm nederbörd, och den torraste är oktober, med 14 mm nederbörd.